# Condrite

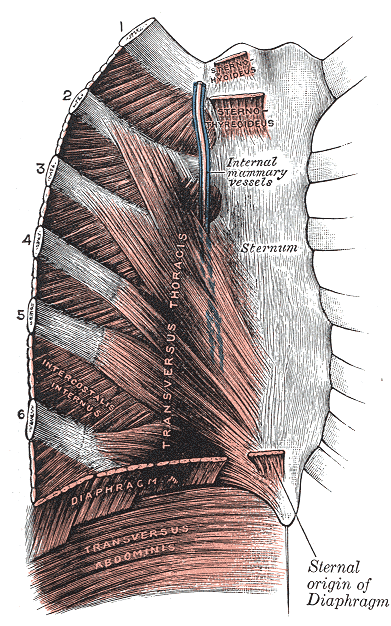
Cartilagens torácicas (em latim).

Condrite (do grego Chondro, cartilagem e itis, inflamção) é uma inflamação da cartilagem. Pode afetar qualquer animal vertebrado. O principal sintoma é a dor local que piora com o movimento.

## Osteocondrite
A osteocondrite é uma doença na qual a cartilagem e osso de uma articulação estão inflamados. É chamada de "dissecante" ou "deformante" quando induz formação de uma massa de cartilagem anormal.

## Costocondrite
Quando afeta as costelas é chamado de costocondrite. A dor intensa no peito, que piora com esforço e acalma com o repouso, fraqueza e mal estar parecem com um ataque cardíaco. É uma causa de dor no peito relativamente comum e muito mais benigna que as outras possibilidades. Melhora com anti-inflamatórios como AAS.

## Condrite auricular
A condrite auricular pode ser causada por uma variedade de causas, como cirurgia prévia, trauma e piercings. A infecção geralmente é por Pseudomonas aeruginosa. O tratamento é feito com AINEs e antibióticos orais como ciprofloxacino.

## Policondrite recidivante
A policondrite recidivante é uma doença autoimune, reumatológica, multissistêmica caracterizada por episódios repetidos de inflamação e deterioração de múltiplas cartilagens. Essa doença dolorosa pode causar deformidade articular e ameaçar a vida se o trato respiratório, as válvulas cardíacas ou os vasos sanguíneos estão afetados. O diagnóstico é difícil e o tratamento é feito com AINEs ou corticoides e outros imunomoduladores.